# Киви (национальное прозвище)

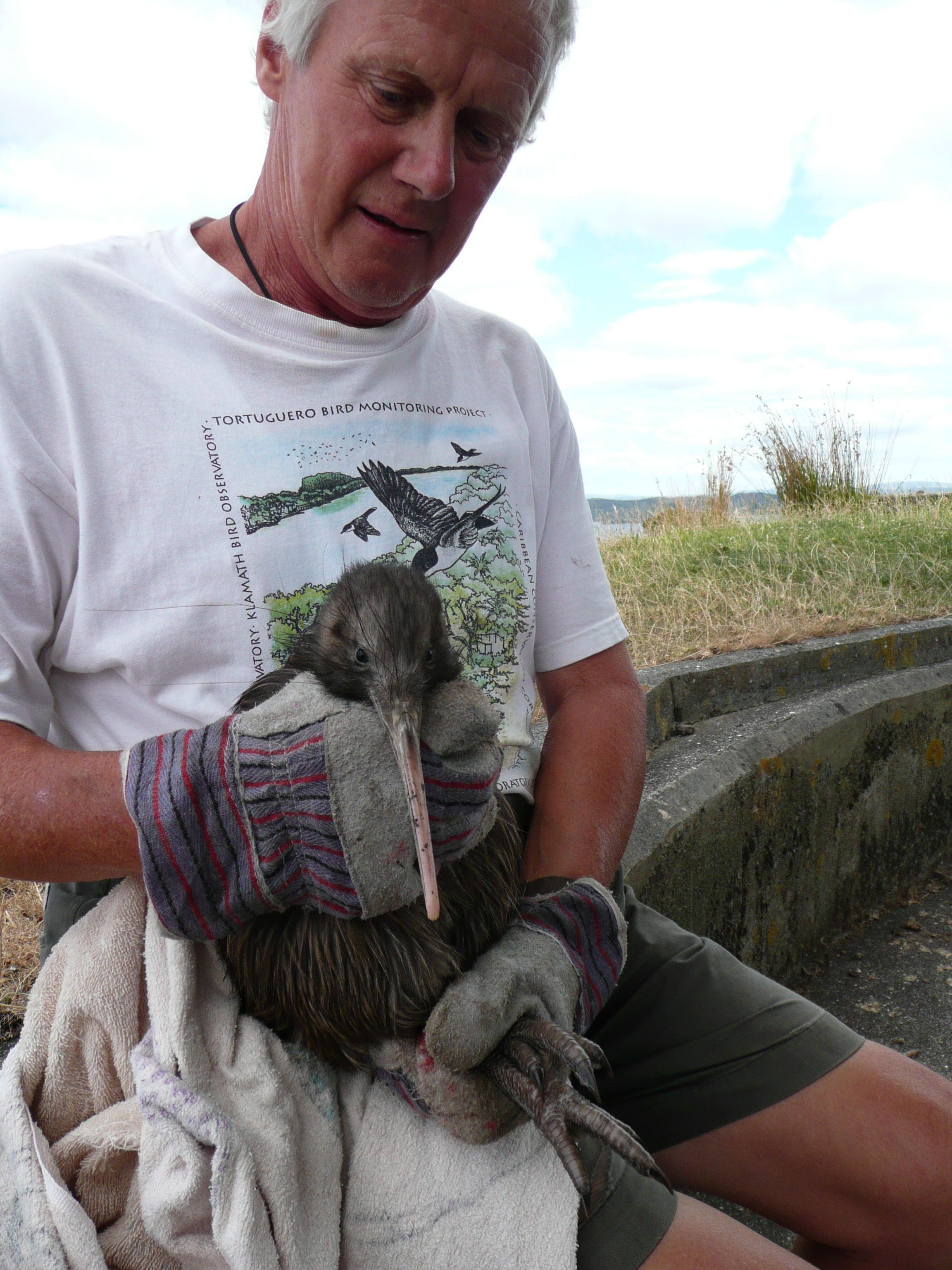
Киви держит киви

Ки́ви (англ. Kiwi) — национальное прозвище новозеландцев и часто используемое самоназвание жителей Новой Зеландии.
Прозвище начало формироваться в годы Первой мировой войны в отношении новозеландских военнослужащих на фронтах Европы, благодаря использованию ими нарукавных эмблем с изображением птицы киви. В годы Второй мировой войны использование этого прозвища стало более популярным в рядах союзнических войск, участвовавших в боевых действиях в Европе, Африке и в Тихоокеанском регионе. А после Второй мировой войны это прозвище стало общеупотребимым и в самой Новой Зеландии, и за её пределами.
При использовании в новозеландском диалекте английского языка национальное прозвище часто пишется с заглавной буквы — Kiwi, в отличие от названия птицы киви — kiwi и в отличие от название фрукта киви — kiwifruit.